# Дама в голубом (картина Гейнсборо)
«Портрет дамы в голубом» (англ. Portrait of a Lady in Blue), или же «Дама в голубом» (англ. Lady in Blue), — портрет работы английского живописца Томаса Гейнсборо. Написан в конце 1770-х — начале 1780-х, в период наивысшего расцвета художественного мастерства Гейнсборо. Находится в Государственном Эрмитаже в Санкт-Петербурге (единственное произведение художника в музеях России).

## Лицо на портрете
По мнению некоторых исследователей, на портрете изображена дочь адмирала Боскауэна Елизавета, в замужестве герцогиня Бофорт, которой тогда должно быть около 33 лет (родилась 28 мая 1747). Эта версия не является бесспорной, однако альтернативное название картины с французским вариантом титула «Портрет герцогини де Бофор» нередко используется в искусствоведении. Если эта версия верна, то мать Елизаветы Фрэнсис Боскауэн тоже была в своё время знаменита: как одна из самых активных сторонниц леди Монтегю и участница кружка синих чулков.
Как следует из описания в инвентарной книге Государственного Эрмитажа, где указанная картина значится под номером 3509, объект представляет собой холст 76,5 × 63, на котором изображена герцогиня де Бофор в белом платье и светлой шляпе со страусовыми перьями и голубыми лентами на взбитых в высокую прическу напудренных волосах, повернувшейся слегка влево. На шее у неё чёрная завязанная бантом под подбородком ленточка, на которой висит золотой крестик. Правой рукой с браслетом, украшенным камеей, она придерживает на груди голубой шарф. Изображение — погрудное.

## Художественные особенности
Картина относится ко времени расцвета таланта Гейнсборо, когда он создал целый ряд поэтичных женских портретов в стиле Ван Дейка. Художнику удалось передать утончённую красоту и аристократическую элегантность дамы, грациозность движения руки, поддерживающей шаль. Другой искусствовед пишет:

Передано не столько настроение модели, сколько то, что сам художник в ней ищет. У „Дамы в голубом“ мечтательный взгляд, мягкая линия плеч. Её тонкая шея будто не в силах вынести тяжесть причёски, и голова чуть-чуть склоняется, как экзотический цветок на тонком стебле. Построенный на изысканной гармонии холодных тонов, портрет кажется сотканным из лёгких мазков, разнообразных по форме и плотности. Создаётся впечатление, что пряди волос не кистью исполнены, а нарисованы мягким карандашом.

## Провенанс
Портрет был куплен у прежнего владельца егермейстером А. З. Хитрово́ (1848—1912) для его частной коллекции английской портретной живописи. К концу жизни Хитрово владел весьма значительной по тому времени коллекцией картин, среди которых имелись произведения выдающихся английских портретистов Гейнсборо, Ромни, Лоуренса. В 1912 году по его завещанию вся коллекция, включая данный портрет, была безвозмездно передана Эрмитажу, где портрет находится в настоящее время (инв. № 3509). Это единственное известное произведение Гейнсборо, находящееся в России.

## Судебный иск Эрмитажа
Согласно материалам дела, в 2005 году Ия Викторовна Йоц, владелица петербургского дизайнерского магазина одежды, заказала у художника-оформителя стилизованную одноцветную производную работу от картины «Дама в голубом», при этом следовало придать портретное сходство с лицом заказчицы. Такая работа была выполнена по контракту на общую сумму в 1500 рублей, пример показан на изображении справа[чего?]. Копии изображения далее использовались как декор на входе в магазин и внутри него, в терминах судебного постановления «стала использовать рисунок с целью создания благоприятной атмосферы в том помещении, в котором находится её коллекция».
В 2008 году Ия Йоц обратилась с заявкой в Роспатент с целью зарегистрировать упомянутый одноцветный рисунок со стилизованной надписью Iya Yots под ним в качестве товарного знака (заявка № 2008724775). Заявка была отклонена, «поскольку изобразительный элемент заявленного обозначения сходен до степени смешения с изображением картины Томаса Гейнсборо „Дама в голубом“ и заявителем не были представлены документы, подтверждающие правомерность использования им данного обозначения».
В 2010 году администрации Эрмитажа стало известно, что Ия Йоц продолжает использовать упомянутое изображение во внутреннем и внешнем декоре своего магазина. При этом в качестве собственно товарного знака использовалась монограмма IY со стилизованной надписью Iya Yots под ней. Эрмитаж подал в суд и потребовал от ответчицы прекратить использование производной работы в любых связанных с коммерцией целях без разрешения правообладателя (Эрмитажа). При этом были указаны нормы федерального закона «О музейном фонде Российской Федерации и музеях в Российской Федерации».
Решение суда было оспорено ответчицей, так как по её мнению «данное решение фактически запрещает использование достижений мировой культуры и цивилизации на основании того, что произведения мирового искусства хранятся в музеях Российской Федерации». Тем не менее, решение по апелляции полностью поддержало исходное решение.
Позиция Эрмитажа остаётся твёрдой. По словам представителя пресс-службы музея: «Чтобы использовать для каких-то вещей наше изображение (зданий, интерьеров или картин), надо просить разрешение Музея. Это закон». Ия Йоц продолжила обжалование этого решения в вышестоящих инстанциях. На первом слушании по кассации 19 сентября 2013 года Суд по интеллектуальным правам постановил предыдущие решения по апелляции отменить и отправить дело на новое рассмотрение в Апелляционный суд Ставропольского края.
5 мая 2014 года Арбитражный суд Ставропольского края после повторного рассмотрения дела вновь вынес решение об удовлетворении исковых требований Эрмитажа. Подача ответчицей в вышестоящие инстанции апелляций и кассаций на это решение не изменила ситуацию. 6 июля 2015 года судья Верховного суда РФ вынесла определение об отказе в передаче кассационной жалобы (представления) для рассмотрения в судебном заседании Судебной коллегии ВС РФ.
Таким образом, суды высказали позицию об обладании российскими музеями всеми имущественными и смежными правами на хранимые ими предметы из каталога Музейного фонда РФ, в том числе уже находящиеся в общественном достоянии, включая права на создание производных произведений любой достаточной (в терминах товарных знаков) схожести.